# Saurav Gurjar
Saurav Gurjar (né le 5 juin 1984) est un catcheur indien. Il travaille actuellement à la World Wrestling Entertainment, dans la division NXT, sous le nom de Saurav.

## Carrière dans le catch

### Ring Ka King (2011-2012)
En décembre 2011, il participe au projet indien de la Total Nonstop Action Wrestling, Ring Ka King, où il catche sous le nom de ring de Deadly Danda.
Le 23 avril 2012, lors du dernier épisode de la promotion, Abyss, Scott Steiner, Sir Brutus Magnus et Sonjay Dutt et lui perdent contre Chavo Guerrero, Jr, Mahabali Veera, Matt Morgan, Pagal Parinda et Roscoe Jackson, mais lors du main event de l'émission, ils interviennent lors du match opposant leur leader Jeff Jarrett au promoteur de la Ring Ka King, Harbhajan Singh qui se termine par la fuite et le vol des titres de la promotion à bord d'un camion conduit par Isaiah Cash.

### World Wrestling Entertainment (2018-2024)
Lors de l'émission de NXT du 25 mars 2018, il fait ses débuts avec un autre catcheur en attaquant Matt Riddle en compagnie de leur nouveau manager Malcolm Bivens. La semaine suivante, Bivens les présente comme Rinku et Saurav en révélant que leur nom d'équipe est Indus Sher, tout en étant collectivement connus comme Bivens Enterprises.